# Semangat Gunung
Semangat Gunung is een bestuurslaag in het regentschap Karo van de provincie Noord-Sumatra, Indonesië. Semangat Gunung telt 624 inwoners (volkstelling 2010).